# Limnonyx
Limnonyx — вимерлий рід хижих, знайдений у таких країнах: Молдова, Туреччина, США (Невада) (4 колекція). Рід містить такі види: Limnonyx pontica, Limnonyx sinerizi.